# Soul to Squeeze
Soul to Squeeze — сингл американской группы Red Hot Chili Peppers. Песня была записана во время создания их пятого студийного альбома Blood Sugar Sex Magik (1991), но не была включена в альбом. Сперва она вышла как би-сайд к синглам «Give It Away» и «Under the Bridge», а в 1993 году была выпущена в качестве сингла и вошла в саундтрек к фильму «Яйцеголовые».
Песня имела неожиданный успех и заняла первое место на U.S. Modern Rock Tracks а также двадцать второе место на Hot 100.

## Музыкальное видео
Музыкальное видео для «Soul to Squeeze» был снят Кевином Керслейком в цирке-шапито. Видео было снято в чёрном-белом стиле. Джон Фрушанте играл на гитаре в этой песне, но его нет в видео, потому как он покинул группу в 1992. Кто-то похожий на него появляется в конце видео в чёрной шляпе. Также в видео появился американский комик Крис Фарли.

## Список композиций
CD version 1 (1993)
1. «Soul to Squeeze (Album)»
2. «Nobody Weird Like Me (Live)»
3. «Suck My Kiss (Live)»

CD version 2 (Card Cover) (1993)
1. «Soul to Squeeze (Album)»
2. «Nobody Weird Like Me (Live)»

CD version 3 [EP] (1994)
1. «Soul to Squeeze (Album)»
2. «Nobody Weird Like Me (Live)»
3. «If You Have to Ask (Friday Night Fever Blister Mix)»
4. «If You Have to Ask (Disco Krisco Mix)»
5. «If You Have to Ask (Scott And Garth Mix)»
6. «If You Have to Ask (Album)»
7. «Give It Away (Edit)»

7" Version (released as Jukebox)
1. «Soul to Squeeze (Album)»
2. «Nobody Weird Like Me (Live)»

Cassette single
1. «Soul to Squeeze (Album)»
2. «Nobody Weird Like Me (Live)»